# إدير
حَمِيد شريّط،(بالأمازيغية: ⵃⴰⵎⵉⴷ ⵛⴻⵔⵢⴰⵜ) المشهورُ باسم إدير (بالأمازيغية: ⵉⴷⵉⵔ)، (1949–2020 مـ) هو مغنٍّ مؤلفٌ وموسيقيٌّ جزائريٌّ قبائليّ. هو أحدُ أشهرِ المغنيينَ القبائليينَ، وبعضُهم يَعُدُّه سفيرَ الأغنيةِ القبائليةِ في العالم.
لم يكن إدير في مُسْتَهَلِّ حياتِه يَتْبَعُ مسارًا فنيًّا. إلا أن إحدى أغنياتِه الأُولَياتِ، «يا أبي» (اباباينو با)، عَرَفَتْ نجاحًا تجاوزَ حدودَ وطنِه في عَقْدِ السبعينياتِ (عقد 1970)، لتصبحَ أولَ أغنيةٍ ناجحةٍ (hit) على المستوى العالميِّ قادمةٍ من شمالِ أفريقيا.
إدير اسم أمازيغي (بالأمازيغية: ئدیر) مشتقٌّ من الفعل الأمازيغي «دّر» الذي يعني حَيِيَ أو عَاشَ. وعليه قد يكون شبيها باسم «يحيى» من حيث المعنى. اختارَ إدير هذا الاسمَ قُبَيْلَ أولِ ظهورٍ له بالإذاعةِ الجزائريةِ حتى لا يعلمَ والداه حقيقةَ أنه يمارسُ الغناءَ.
تُوُفِّيَ في 9 رمضان 1441 (2 مايو/أيار 2020) في فرنسا عن عمر يناهز 70 سنة.

## سيرته
وُلد إدير في 25 أكتوبر 1949 في منطقة القبائل بالجزائر، في قريةِ أَيْت الحسن، بلدية بني يَنِّي، ولاية تِيزِي وَزُّو.
درس علم الجيولوجيا وكان من المفترض أن يلتحق بإحدى المؤسسات النفطية في بلده، إلا أنه حل عام 1973 مكان أحد المغنيين في إذاعة الجزائر لأداء أغنية للأطفال. وبعد ذلك سجّل أغنية يا أبي نوفا (أمازيغية: أفافا ينوفا A Vava Inouva) قبل ذهابه للخدمة العسكرية وقد حققت تلك الأغنية شهرة كبيرة.
يذكر أن أستاذ العلوم الطبيعية هو من دفعه للفن والعزف على الجيتار وعمره لم يتجاوز بعد التاسعة، لكن في طفولته وحتى بداية شبابه لم يكن في نية إدير التفرغ للفن، حيث كرس جل أوقاته لدراسة الجيولوجيا وتنقل سنة 1973 إلى الصحراء الجزائرية للعمل في مجال البترول والغاز، وهناك اكتشفه الزملاء بعد أن أدى لهم قصيدة أفافاي نوفا التي أصبحت بعد ذلك من أشهر الأغاني، حيث سجلت في استديو القناة الأمازيغية بالجزائر العاصمة .
وفي سنة 1979 أعاد إدير التجربة بكتابته لمجموعة من الأغاني تضمها ألبومه الثاني والذي حمل عنوان (ايارّاشنّغ).
لم يكن الكسب المادي هدف هذا الفنان، فكان أقصى طموحه هو الاقتراب من الناس من خلال الحفلات، وبالفعل سعى لذلك لمدة عشر سنوات والتي كانت كافية لتحقيق مبتغاه، لكنه لم يسجل في هذه الفترة أي ألبوم لدرجة جعلت جمهوره وكشافه يفتقدون إبداعه، وفي سنة 1991 كانت العودة من جديد بإعادة تسجيله لـ17 أغنية من الألبومين الأولين، واحتفاء بعودته الفعلية أحيى إدير حفلا في فرنسا بقاعة (new morning) بباريس وهذا يومي السابع والتاسع من شهر فبراير عام 1992 ومن هنا أصبح النوع الغنائي المتميز الذي يؤديه الفنان الجزائري إدير يصنف ضمن (world music) أو (الموسيقى العالمية).
وفي سنة 1993 عاد الفنان بعمل جديد أدخله عالم الاحترافية مع فرقة بلو سيلفيري عمل بإيقاعات موسيقية تتضمن آلة القيتارة، الناي، والأورق، إضافة إلى الدربوكة التي تنفرد بخصوصية عربية مائة بالمائة.
كما تمكن إدير من تسجيل ديو مع آلان ستيفان عنوانه «اسالتين» وبهذا ضمن المطرب الجزائري المغترب إدير الوقوف على خشبة الأولمبيا الباريسية ثلاثة أيام على التوالي ليواجه العالم العربي بفن جزائري محض.
كما يعرف عن إدير أنه من دعاة السلام، حيث يعد من بين الفنانين المتحمسين للتظاهرات الفنية المساندة للقضايا الإنسانية والقومية، حيث اشترك هو والشاب خالد في 22 يناير 1995 في حفل حضره 6000 شخص من مختلف الجنسيات، وهذا لدعم المساعي الدولية وترسيخ فكرة الأمن والسلام والحرية في العالم في إطار النشاط السنوي لجمعية الجزائر الحياة، التي يترأسها الشاب خالد. كما شارك إدير في حفل تكريمي لمعطوب الوناس الذي اغتيل سنة 1998.
سنة 1999 كانت بالنسبة للفنان إدير من أخصب السنوات فنيا وأكثرها أهمية من حيث إنتاج الألبومات، حيث استطاع جمع عدد كبير من الفنانين والموسيقيين العالميين مثل الفرنسي ماني شاو وماكسيم فورستي والإيرلندي كارن ماتيسون وقناوي diffusion وفرقة زيدة الجزائريين، والإنجليزيين جيل سيرفات ودان ارمبراز والأوغندي جيوفري أوريما وفرقة (onb) وهذا لتسجيل أغنية A VAVA INOUVA وبهذا يكون المطرب إدير قد سجل ثلاث ألبومات في ظرف ثلاثين سنة.
وإلى جانب الفن لإدير اهتمامات بالبيئة والطبيعة، وهذا ما جعله ينخرط في جمعية إيكول أكسون التي تسعى لإعادة الاعتبار للطبيعة وبالأخص الغابات، ويشجع غرس الأشجار من طرف الأطفال بإعطائهم جائزة مالية رمزية.

### وفاته
تُوُفِّيَ إدير مساء يوم السبت 9 رمضان 1441 (2 مايو/أيار 2020) في العاصمة الفرنسية باريس بمستشفى بيشا كلود برنار، الذي تم نقله إليه في اليوم الماضي، بعد معاناته لعدة شهور من مرض التَلَيُّفِ الرِّئَوِيِّ. كان أول إعلان لخبر وفاته في منشورٍ على صفحة إدير الرسمية على موقع التواصل الاجتماعي فيس بوك نشره أبنائه. وكان الرئيس الجزائري عبد المجيد تبون قد نشر على موقع التواصل الاجتماعي تويتر تغريدةً يعلن فيها تلقِّيَه خبرَ وفاةِ إدير، الذي وصفه فيها بكونه «أيقونة الفن الجزائري،» وأن بموته قد «فقدت الجزائر هرما من أهرامها.»

## أغنية أفافا ينوفا إلى العالمية
«أفافا ينوفا» أو «يا أبي اينوفا»، وهي واحدة من أشهر الأغاني الجزائرية المكتوبة باللّغة الأمازيغية، عمرها أكثر من 30 سنة، تحكي يوميات الشتاء الجزائري في منطقة القبائل الكبرى حيث يعربد «الجنرال ثلج» بلا رحمة، ويطلق جيوشه فلا يعترضها أحد. تختلط في الأغنية أجواء الأسطورة بالحكاية بالإيقاع الهادئ العذب. تبدأ الأغنية الأمازيغية بجزء من أسطورة محلّية معروفة. هكذا:
الابنة: أرجوك ـ يا أبي اينوفا ـ افتح لي الباب!

## قائمة التسجيلات[20][21]
- 1976: أباباينو با (يا أبي)
- 1979 : أيارّاشنّغ (يا أطفالنا)
- 1980: Récital à l'Olympia
- 1986 : Le Petit village (القرية الصغيرة) (مع كُرال تيدوكلا)
- 1987: ملييي (مع علي تيدوكلا)
- 1993: Les Chasseurs de lumière (صيادو الأنوار)
- 1999: Identités (هويات)
- 2002: Deux rives, un rêve (ضفتان، حلم واحد)
- 2005: Entre scènes et terre (بين المسرح والأرض)
- 2007: La France des couleurs (فرنسا الألوان)
- 2013: أدرارينو (جبلي)
- 2017: Ici et ailleurs (هنا وفي مكان آخر)[22]

نشرت له الكثير من هذه البومات الفنية: فرنسا بي وان (1991)، جزائر في قلبي (1994).[بحاجة لمصدر]

## الظهور الإعلامي

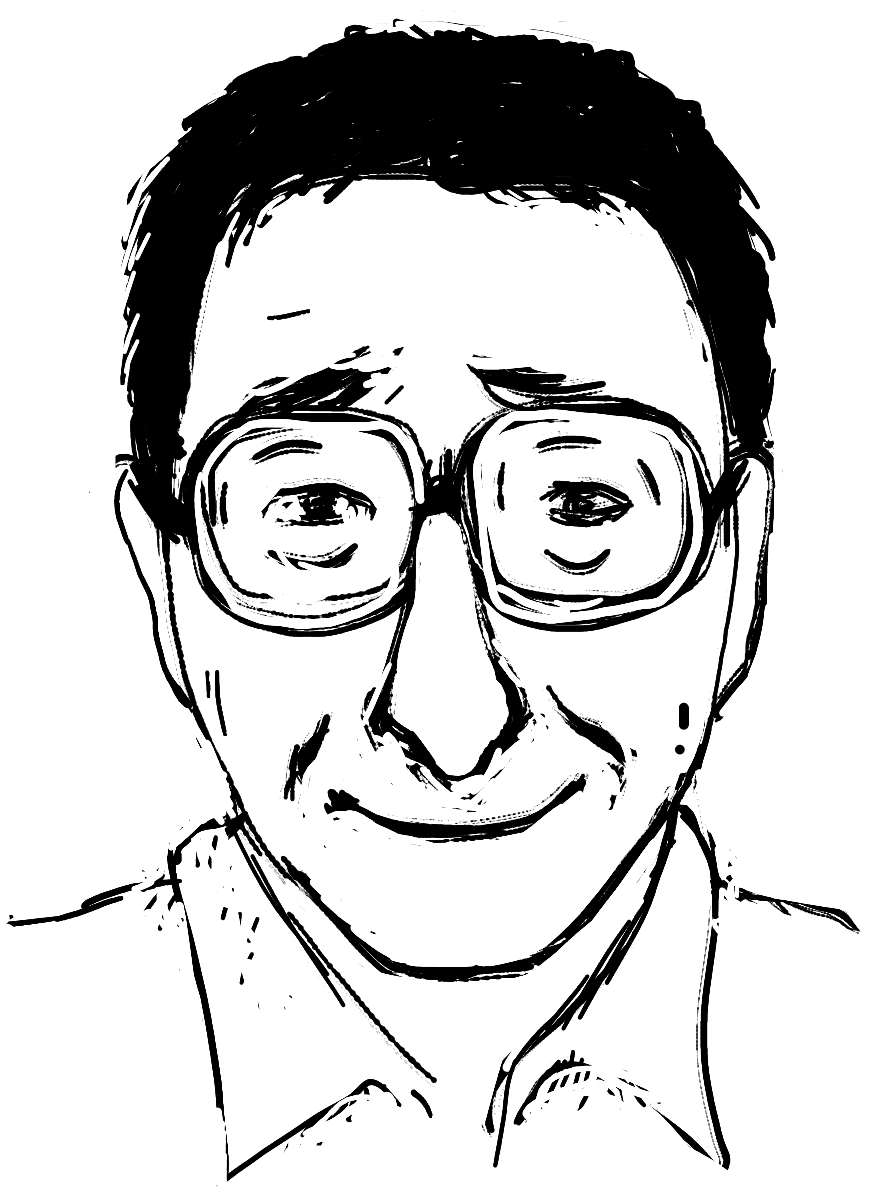
رسم لإدير

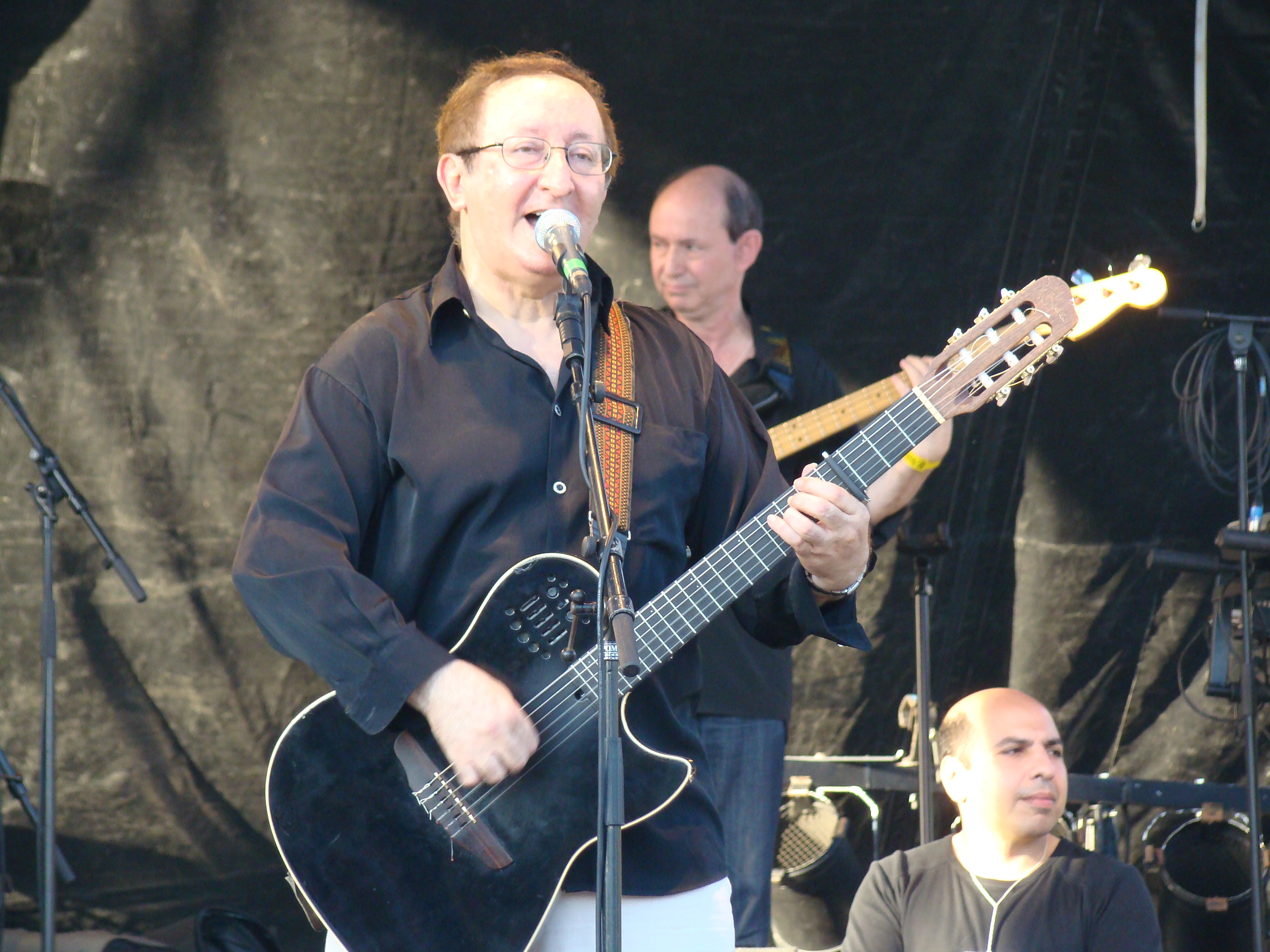
إدير سنة 2008

### البرامج
- 1990 فيس سنين 80.
- 1994 من أشهر النجوم.
- 1997 صباح العالم.
- 1998 من أشهر الخطوات.
- 2000 ايدير.

### الأفلام
- 1979 امراة ضائعة.
- 1980 قصر الدم.
- 1990 دموع الغازل.
- 1999 باريس من بعيد.

### المسلسلات
- 2000 حب امراة.
- 2008عشق اليوم.

## هوامش
1. ↑  هكذا كُتِب اسمه على أغلفة الأقراص الفونغرافية في سنوات 1970.
2. ↑  تُسمى منشورات هذا الموقع تغريدات.

### استشهادات
1. ↑   https://commons.wikimedia.org/wiki/Category:Grave_of_Idir_(P%C3%A8re-Lachaise,_division_85)#/media/File:P%C3%A8re-Lachaise_-_Division_85_-_Idir_03.jpg. {{استشهاد ويب}}: |url= بحاجة لعنوان (مساعدة) والوسيط |title= غير موجود أو فارغ (من ويكي بيانات) (مساعدة)
2. ↑   http://www.elbilad.net/article/detail?id=107030. {{استشهاد ويب}}: |url= بحاجة لعنوان (مساعدة) والوسيط |title= غير موجود أو فارغ (من ويكي بيانات) (مساعدة)
3. 1 2   https://www.lemonde.fr/disparitions/article/2020/05/03/le-chanteur-idir-l-un-des-principaux-ambassadeurs-de-la-chanson-kabyle-est-mort_6038485_3382.html. {{استشهاد ويب}}: |url= بحاجة لعنوان (مساعدة) والوسيط |title= غير موجود أو فارغ (من ويكي بيانات) (مساعدة)
4. ↑   https://www.francemusique.fr/musiques-du-monde/le-chanteur-idir-legende-de-la-musique-kabyle-est-mort-a-l-age-de-70-ans-83610. اطلع عليه بتاريخ 2020-05-06. {{استشهاد ويب}}: |url= بحاجة لعنوان (مساعدة) والوسيط |title= غير موجود أو فارغ (من ويكي بيانات) (مساعدة)
5. 1 2   https://www.inter-lignes.com/le-chanteur-idir-est-mort/. {{استشهاد ويب}}: |url= بحاجة لعنوان (مساعدة) والوسيط |title= غير موجود أو فارغ (من ويكي بيانات) (مساعدة)
6. ↑   https://www.journaldemontreal.com/2020/05/03/mort-du-chanteur-idir-legende-de-la-musique-kabyle. {{استشهاد ويب}}: |url= بحاجة لعنوان (مساعدة) والوسيط |title= غير موجود أو فارغ (من ويكي بيانات) (مساعدة)
7. ↑   https://www.inter-lignes.com/idir-enterre-ce-mercredi-au-cimetiere-du-pere-lachaise-a-paris/. {{استشهاد ويب}}: |url= بحاجة لعنوان (مساعدة) والوسيط |title= غير موجود أو فارغ (من ويكي بيانات) (مساعدة)
8. ↑   https://www.nova.fr/news/le-musikactu-hommage-idir-38886-11-05-2020/. {{استشهاد ويب}}: |url= بحاجة لعنوان (مساعدة) والوسيط |title= غير موجود أو فارغ (من ويكي بيانات) (مساعدة)
9. ↑  MusicBrainz (بالإنجليزية), MetaBrainz Foundation, QID:Q14005
10. 1 2  "Le chanteur Idir, l'un des principaux ambassadeurs de la chanson kabyle, est mort". Le Monde.fr (بالفرنسية). 3 May 2020. Archived from the original on 2020-05-03. Retrieved 2020-05-03.
11. ↑  "Idir, l'espoir debout". LExpress.fr (بالفرنسية). 2 Dec 1999. Archived from the original on 2016-03-04. Retrieved 2020-05-07.
12. ↑  جان مَري دَليه (1982). Dictionnaire kabyle-français [المعجم القبائلي-الفرنسي] (بالفرنسية). p. 151. Archived from the original on 2020-05-04.
13. ↑  لَرُوش (1995). "Khaled et ldir – Fraternité" [خالد وإدير – أخوة]. Les Inrockuptibles (نُشِر في 21 يونيو 1995). مؤرشف من الأصل في 2020-05-04.
14. ↑  "Décès du chanteur Idir à l'âge de 70 ans" (بfr-FR). Archived from the original on 2020-05-03. Retrieved 2020-05-03.{{استشهاد ويب}}:  صيانة الاستشهاد: لغة غير مدعومة (link)
15. ↑  "إيدير.. ابن "جرجرة" صاحب "أفافا إينوفا"". www.aljazeera.net. مؤرشف من الأصل في 2018-09-02. اطلع عليه بتاريخ 2020-05-06.
16. ↑  ElKhabar. "الخبر-الفنان إيدير في ذمة الله". elkhabar.com. مؤرشف من الأصل في 2020-05-03. اطلع عليه بتاريخ 2020-05-03.
17. ↑  "وفاة الفنان الجزائري الشهير إيدير". RT Arabic. مؤرشف من الأصل في 2020-05-03. اطلع عليه بتاريخ 2020-05-03.
18. ↑  "Le chanteur Idir, l'un des principaux ambassadeurs de la chanson kabyle, est mort". Le Monde.fr (بالفرنسية). 3 May 2020. Archived from the original on 2020-05-04. Retrieved 2020-05-07.
19. 1 2  "وفاة المغني العالمي الجزائري إيدير ـ (فيديوهات)". القدس العربي (بالإنجليزية). 3 May 2020. Archived from the original on 2020-05-03. Retrieved 2020-05-07.
20. ↑  "LesCharts.com Idir discography page". Lescharts.com. مؤرشف من الأصل في 2018-10-03. اطلع عليه بتاريخ 2013-02-15.
21. ↑  "Idir | Biography & History". AllMusic (بالإنجليزية الأمريكية). Archived from the original on 2020-05-07. Retrieved 2020-05-07.
22. ↑  "« Ici et ailleurs », le nouvel album d'Idir, sortira le 7 avril". Chouf-Chouf (بالفرنسية). 2 Mar 2017. Archived from the original on 2018-01-12. Retrieved 2017-03-02.